# Gary Stretch
Pour les articles homonymes, voir Stretch.
Gary Stretch (né le 4 novembre 1968 à St Helens dans le Lancashire) est un boxeur, champion d'Angleterre poids super-welters et un acteur, britannique.

## Filmographie
- 1994 : Ligne Privée (Dead Connection)
- 2004 : Vengeance à l'Irlandaise (Dead Man's Shoes)
- 2005 : Alexandre
- 2005 : The King Maker
- 2006 : World Trade Center
- 2010 : Mega Shark vs. Crocosaurus
- 2012 : Revenge City
- 2013 : Jurassic Attack
- 2016 : My Father Die